# Fergusonina morgani
Fergusonina morgani är en tvåvingeart som beskrevs av Tonnoir 1937. Fergusonina morgani ingår i släktet Fergusonina och familjen Fergusoninidae. Inga underarter finns listade i Catalogue of Life.